# 小平駅
小平駅（こだいらえき）は、東京都小平市美園町一丁目にある、西武鉄道の駅である。駅番号はSS19。
新宿線と拝島線が乗り入れている。拝島線は当駅が起点であるが、拝島線からは新宿線西武新宿駅方面へ直通する列車が多数運行されている。
以前は隣の萩山駅で拝島線と交差する多摩湖線西武遊園地（現・多摩湖）駅方面からの列車の大多数も、拝島線を経由して当駅まで乗り入れていた。2013年3月16日のダイヤ改正により当駅からの多摩湖線直通列車は大幅に削減されたが、車内放送での乗り換え案内はされている。（詳細は後述）

## 年表
- 1927年（昭和2年）4月16日 - 開業。
- 1928年（昭和3年）11月2日 - 当駅のすぐ西側に多摩湖鉄道小平駅開業。
- 1929年（昭和4年）4月頃 - 多摩湖鉄道小平駅が本小平駅（もとこだいら）に改称[1]。
- 1949年（昭和24年）11月15日 - 本小平駅を統合。
- 1967年（昭和42年）11月7日 - 小平-萩山間複線運転開始[2]。
- 1968年（昭和43年）2月11日 - 橋上駅舎使用開始[2]。
- 1972年（昭和47年）1月1日 - 手小荷物取扱廃止[2]。
- 1993年（平成5年）7月30日 - 自動改札機使用開始。
- 1998年（平成10年）3月17日 - 駅舎階段横エレベーター使用開始、きっぷうりばを全面改修・改装。

## 駅構造
島式ホーム2面4線の地上駅で、橋上駅舎を有する。西武新宿側の上下線間に8両編成まで対応する引き上げ線があり、所沢・拝島側で新宿線下りと拝島線上りの線路は平面交差している。その北側には拝島線上り線から下り線への片渡り線もあり、主に早朝や深夜に設定される当駅発着の10両編成の列車がここを通過して1番ホームへ直接進入する。2011年現在のダイヤでは、下り本川越方面と拝島方面は主に当駅で接続する。上り本線と拝島線からの列車は当駅または田無駅で接続する。
2006年（平成18年）12月、下り線ホームに待合室が設置された。
各ホームと改札内コンコースとの間は、階段のほかエレベーター・エスカレーターにより連絡している。このほか、南口・北口地上部と改札階を
連絡するエレベーターも設置されている。
トイレは改札内コンコース部に立地し、多機能トイレを併設する。

### のりば
| ホーム | 路線   | 方向 | 行先                   | 備考                 |
| ------ | ------ | ---- | ---------------------- | -------------------- |
| 1      | 拝島線 | -    | 萩山・拝島・多摩湖方面 |                      |
| 2      | 新宿線 | 下り | 所沢・本川越方面       |                      |
| 3      | 新宿線 | 上り | 高田馬場・西武新宿方面 | 拝島線方面からの列車 |
| 4      | 新宿線 | 上り | 高田馬場・西武新宿方面 | 本川越方面からの列車 |

- 奇数番線に拝島線方面に出入りする列車が、偶数番線に新宿線本川越方面へ出入りする列車が発着し、当駅で終日所沢・本川越方面の電車と拝島方面の電車が相互接続を行う。なお、拝島線からの当駅止まりの列車は原則3番線に到着し回送となる[注釈 1]。
- 2013年3月16日実施のダイヤ改正で、多摩湖線のワンマン運転区間が拡大し、当駅に発着する多摩湖線の列車は平日・土休日ダイヤ共に折り返しが西武新宿発着の列車のみに限られる。このため、上記の列車以外で当駅から八坂・多摩湖方面へ向かう場合は、1駅先の萩山駅で乗り換えが必要になる。
- 下りの「拝島ライナー」は当駅から先の拝島方面が乗車券のみで利用可能となり、全てのドアが開く。

事業期間は明記されていないが、ホームドアの設置計画が存在する。

## 利用状況
- 西武鉄道 - 2024年度の1日平均乗降人員は35,442人である[西武 1]。
西武鉄道全92駅中25位。

近年の1日平均乗降人員の推移は下表の通り。
| 年度               | 1日平均 乗降人員 | 増加率 |
| ------------------ | ---------------- | ------ |
| 1997年（平成09年） | 35,582           |        |
| 1998年（平成10年） | 35,213           | −1.0%  |
| 1999年（平成11年） | 35,178           | −0.1%  |
| 2000年（平成12年） | 35,171           | −0.0%  |
| 2001年（平成13年） | 35,371           | 0.6%   |
| 2002年（平成14年） | 35,417           | 0.1%   |
| 2003年（平成15年） | 36,305           | 2.5%   |
| 2004年（平成16年） | 36,261           | −0.1%  |
| 2005年（平成17年） | 36,032           | −0.6%  |
| 2006年（平成18年） | 35,973           | −0.2%  |
| 2007年（平成19年） | 37,308           | 3.7%   |
| 2008年（平成20年） | 38,128           | 2.2%   |
| 2009年（平成21年） | 37,879           | −0.7%  |
| 2010年（平成22年） | 37,344           | −1.4%  |
| 2011年（平成23年） | 36,533           | −2.2%  |
| 2012年（平成24年） | 37,164           | 1.7%   |
| 2013年（平成25年） | 37,951           | 2.1%   |
| 2014年（平成26年） | 37,839           | −0.3%  |
| 2015年（平成27年） | 38,405           | 1.5%   |
| 2016年（平成28年） | 38,898           | 1.3%   |
| 2017年（平成29年） | 39,461           | 1.4%   |
| 2018年（平成30年） | 39,464           | 0.0%   |
| 2019年（令和元年） | 38,780           | −1.7%  |
| 2020年（令和02年） | 28,336           | −26.9% |
| 2021年（令和03年） | 30,576           | 7.9%   |
| 2022年（令和04年） | 33,184           | 8.5%   |
| 2023年（令和05年） | 34,510           | 4.0%   |
| 2024年（令和06年） | 35,442           | 2.7%   |

近年の1日平均乗車人員の推移は下表の通り。
| 年度               | 新宿線 | 拝島線 | 出典              |
| ------------------ | ------ | ------ | ----------------- |
| 1992年（平成04年） | 14,378 | 2,852  | [ 東京都統計 1 ]  |
| 1993年（平成05年） | 14,142 | 2,926  | [ 東京都統計 2 ]  |
| 1994年（平成06年） | 14,400 | 3,027  | [ 東京都統計 3 ]  |
| 1995年（平成07年） | 14,642 | 3,085  | [ 東京都統計 4 ]  |
| 1996年（平成08年） | 14,551 | 3,164  | [ 東京都統計 5 ]  |
| 1997年（平成09年） | 14,414 | 3,345  | [ 東京都統計 6 ]  |
| 1998年（平成10年） | 14,132 | 3,405  | [ 東京都統計 7 ]  |
| 1999年（平成11年） | 14,115 | 3,413  | [ 東京都統計 8 ]  |
| 2000年（平成12年） | 14,058 | 3,458  | [ 東京都統計 9 ]  |
| 2001年（平成13年） | 14,195 | 3,370  | [ 東京都統計 10 ] |
| 2002年（平成14年） | 14,208 | 3,364  | [ 東京都統計 11 ] |
| 2003年（平成15年） | 14,470 | 3,626  | [ 東京都統計 12 ] |
| 2004年（平成16年） | 14,444 | 3,671  | [ 東京都統計 13 ] |
| 2005年（平成17年） | 14,255 | 3,756  | [ 東京都統計 14 ] |
| 2006年（平成18年） | 14,238 | 3,707  | [ 東京都統計 15 ] |
| 2007年（平成19年） | 14,601 | 4,049  | [ 東京都統計 16 ] |
| 2008年（平成20年） | 14,827 | 4,258  | [ 東京都統計 17 ] |
| 2009年（平成21年） | 14,707 | 4,263  | [ 東京都統計 18 ] |
| 2010年（平成22年） | 14,370 | 4,373  | [ 東京都統計 19 ] |
| 2011年（平成23年） | 14,057 | 4,287  | [ 東京都統計 20 ] |
| 2012年（平成24年） | 14,271 | 4,378  | [ 東京都統計 21 ] |
| 2013年（平成25年） | 14,666 | 4,405  | [ 東京都統計 22 ] |
| 2014年（平成26年） | 14,633 | 4,378  | [ 東京都統計 23 ] |
| 2015年（平成27年） | 14,869 | 4,418  | [ 東京都統計 24 ] |
| 2016年（平成28年） | 15,055 | 4,471  | [ 東京都統計 25 ] |
| 2017年（平成29年） | 15,249 | 4,559  | [ 東京都統計 26 ] |
| 2018年（平成30年） | 15,277 | 4,532  | [ 東京都統計 27 ] |
| 2019年（令和元年） | 14,995 | 4,467  | [ 東京都統計 28 ] |

## 駅周辺
小平市の代表駅であるが、当駅は市域の北西端に位置し、100mほど西側に東村山市との市境がある。主に南口側に商業施設が多く立地する。市役所など官公庁施設の多くは1.2km離れた多摩湖線青梅街道駅周辺に集積している。
東日本旅客鉄道（JR東日本）武蔵野線の新小平駅へは、青梅街道駅から徒歩で約10分、または小平駅南口から運行している路線バスで行くことができる。

### 南口
- ルネこだいら（小平市民文化会館）
- 小平市立仲町公民館
- 小平市立仲町図書館
- 小平市美園地域センター
- 小平駅前郵便局
- 東京都立小平高等学校
- 東京都住宅供給公社小平窓口センター
- 西友小平店
- 東京都道230号小平停車場小川新田線
- 多摩湖自転車歩行者道 - 駅付近 200 m 程度はロータリーに取り込まれているため分断されている。

### 北口
駅北口周辺は道幅が狭いうえに、病院・工場・霊園があることから通勤・受診・見舞い・墓参による人通りが多い。そのため、駅北口ロータリーの設置が計画され、さらにそこから東京街道と交差し、東京都道5号新宿青梅線新青梅街道の柳窪交差点付近まで道路を敷設する「小平都市計画道路3・4・19号小平駅久留米線」が小平市の第三次事業計画による優先整備路線に選定されている。
- 都立小平霊園 - 1948年に完成。駅北西300m。駅から霊園正門までの沿道には石材店が軒を連ねる。毎年春秋のお彼岸の中日を中心に多くの乗降客があり、特急「小江戸号」の臨時停車が行われる[5]。
- 小平市立大沼公民館・小平市立大沼図書館
- 小平市大沼地域センター
- 多摩済生病院
- 東京都道227号小平停車場野中新田線（東京街道）
- 山崎製パン武蔵野工場
- GAS MUSEUM がす資料館
- 角上魚類 小平店

### バス路線
駅南口ロータリーに小平駅南口（西武バス、銀河鉄道）、小平駅前（都営バス）停留所があり、以下の路線が乗り入れている。
- 寺61：学園東町・一橋学園駅経由 国分寺駅北入口行
- 寺62：松が丘住宅入口経由・一橋学園駅経由 国分寺駅北入口行（平日日中のみ）
- 武17：昭和病院・花小金井駅南口経由武蔵小金井駅行 ※本数少・ダイヤ注意
- 武20：学園東町・日立国際電気経由 武蔵小金井駅行
- 入庫：新小平駅経由 小平営業所行 ※ダイヤ注意
- 梅70：青梅車庫行 ※ 本数少・ダイヤ注意
- 銀河鉄道小平国分寺線：小平団地西・中央大学付属高校中学校経由 国分寺駅北口行
- にじバス：小平駅西通り→仲町公民館→一橋学園駅→津田公民館・図書館方面循環

このほか、駅から700メートル南側の青梅街道上に小平駅入口停留所も存在する。

### コミュニティタクシー
駅北口・小平駅前郵便局奥に、小平市コミュニティタクシー『ぶるべー号』の「小平駅入口」という名の乗降場を設けている。なお、古くから駅南口・青梅街道付近に存在している路線・コミュニティバス「小平駅入口」バス停とは「同一名称の、全く異なる地点の公共交通機関の乗降場」であるので、注意が必要である。
- 小平市コミュニティタクシー「ぶるべー号」：大沼ルート　昭和病院、他方面

## 隣の駅
西武鉄道

 新宿線
■快速急行・■通勤急行
通過
■急行・■準急・■各駅停車
花小金井駅 (SS18) - 小平駅 (SS19) - 久米川駅 (SS20)
- なおかつては、花小金井駅との間に東小平駅が存在した。

 拝島線
■拝島ライナー（下りは当駅以遠の拝島線内は座席指定券不要、上りは乗車専用）
高田馬場駅（新宿線）(SS02) - 小平駅 (SS19) - 萩山駅 (SS30)
■急行・■準急・■各駅停車（拝島線内はいずれも各駅に停車）
花小金井駅（新宿線）(SS18) - 小平駅 (SS19) - 萩山駅 (SS30)